# Žednjak
Žednjak (hirnjak, soberika, sobrica; lat. Sedum) je veliki rod koji pripada u porodicu Crassulaceae, predstavlja oko 400 vrsta lisnatih sukulenata, nađenih diljem sjeverne polutke, a raširen je po planinama od južne Europe do Male Azije. Neki žednjaci kao oštri žednjak otrovni su, ali i ljekoviti pa se koriste u narodnoj medicini. Neke vrste su zaštićene.
Biljke imaju listove koji sadrže spremnike vode i tipičan izgled cvjetova koji imaju pet latica, vrlo rijetko četiri ili šest.
Mnoge vrste seduma su uzgojene kao vrtne biljke s obzirom na njihov zanimljiv i atraktivan izgled i otpornost.
Različite vrste zahtijevaju različite uvjete, neke toleriraju hladnoću ali ne podnose vrućinu, dok druge podnose vrućinu, a hladnoću ne.

## Vrste i varijeteti
1. Sedum abchasicum Kolak. ex V.V.Byalt
2. Sedum acre L., oštri žednjak[1]
3. Sedum actinocarpum Yamam.
4. Sedum adolphi Raym.-Hamet
5. Sedum aetnense Tineo
6. Sedum aizoon L.
7. Sedum alamosanum S.Watson
8. Sedum alberti Regel
9. Sedum albomarginatum R.T.Clausen
10. Sedum album L., bijeli žednjak
11. Sedum alexanderi Eggli
12. Sedum alfredi Hance
13. Sedum algidum Ledeb.
14. Sedum allantoides Rose
15. Sedum alpestre Vill., planinski žednjak
16. Sedum alsinifolium All.
17. Sedum alsium Fröd.
18. Sedum amabile H.Ohba
19. Sedum × amecamecanum Praeger
20. Sedum anacampseros L.
21. Sedum andegavense (DC.) Desv.
22. Sedum andinum Ball
23. Sedum anglicum Huds.
24. Sedum angustum Maxim.
25. Sedum annuum L.,  jednogodišnji žednjak
26. Sedum apoleipon 't Hart
27. Sedum aquilanum L.Gallo & F.Conti
28. Sedum arenarium Brot.
29. Sedum argunense Galushko
30. Sedum assyriacum Boiss.
31. Sedum atratum L.,  crnkasti žednjak
32. Sedum atsaense Fröd.
33. Sedum atuntsuense Praeger
34. Sedum australe Rose
35. Sedum aytacianum J.Metzg.
36. Sedum backebergii Poelln.
37. Sedum baileyi Praeger
38. Sedum baleensis M.G.Gilbert
39. Sedum balfourii Raym.-Hamet
40. Sedum barbeyi Raym.-Hamet
41. Sedum barcense Maire & Weiller
42. Sedum batallae Barocio
43. Sedum batesii Hemsl.
44. Sedum × battandieri Maire
45. Sedum beauverdii Raym.-Hamet
46. Sedum bellum Praeger
47. Sedum bergeri Raym.-Hamet
48. Sedum berillonanum Raym.-Hamet
49. Sedum berunii U.P.Pratov
50. Sedum bhattacharyyae R.Manik., N.B.Singh & S.K.Srivast.
51. Sedum blepharophyllum Fröd.
52. Sedum boninense Yamam. ex Tuyama
53. Sedum bonnafousi Raym.-Hamet
54. Sedum bonnieri Raym.-Hamet
55. Sedum booleanum B.L.Turner
56. Sedum borissovae Balk.
57. Sedum borschii (R.T.Clausen) R.T.Clausen
58. Sedum botterii Hemsl.
59. Sedum bourgaei Hemsl.
60. Sedum bouvieri Raym.-Hamet
61. Sedum brachetii J.Reyes, Islas & O.González
62. Sedum bracteatum Viv.
63. Sedum brevifolium DC.
64. Sedum brissemoretii Raym.-Hamet
65. Sedum bulbiferum Makino
66. Sedum bupleuroides Wall. ex Hook.f. & Thomson
67. Sedum burrito Moran
68. Sedum caducum R.T.Clausen
69. Sedum caeruleum L.
70. Sedum caespitosum, crveni žednjak
71. Sedum calcaratum Rose
72. Sedum calcicola B.L.Rob. & Greenm.
73. Sedum callianthum H.Ohba
74. Sedum callichroum Boiss.
75. Sedum candolleanum G.López
76. Sedum carinatifolium (R.T.Clausen) Pérez-Calix
77. Sedum carnegiei Raym.-Hamet
78. Sedum caroli-henrici Kit Tan
79. Sedum catorce G.L.Nesom
80. Sedum cauticola Praeger
81. Sedum celatum Fröd.
82. Sedum celiae Raym.-Hamet
83. Sedum cepaea L., metličasti žednjak
84. Sedum cespitosum (Cav.) DC.
85. Sedum chauveaudii Raym.-Hamet
86. Sedum chazaroi P.Carrillo & J.A.Lomelí
87. Sedum chihuahuense S.Watson
88. Sedum chingtungense K.T.Fu
89. Sedum chloropetalum R.T.Clausen
90. Sedum chrysanthemifolium H.Lév.
91. Sedum chrysicaulum J.A.McDonald
92. Sedum chuhsingense K.T.Fu
93. Sedum churchillianum Robyns & Boutique
94. Sedum citrinum Zika
95. Sedum clausenii Pérez-Calix
96. Sedum clavatum R.T.Clausen
97. Sedum clavifolium Rose
98. Sedum coccineum Royle
99. Sedum cockerellii Britton
100. Sedum commixtum Moran & Hutchison
101. Sedum compactum Rose
102. Sedum concarpum Fröd.
103. Sedum confertiflorum Boiss.
104. Sedum confusum Hemsl.
105. Sedum conzattii Rose
106. Sedum copalense Kimnach
107. Sedum cormiferum R.T.Clausen
108. Sedum correptum Fröd.
109. Sedum corymbosum Grossh.
110. Sedum corynephyllum Fröd.
111. Sedum craigii R.T.Clausen
112. Sedum crassularia Raym.-Hamet
113. Sedum crenulatum Hook.f. & Thomson
114. Sedum creticum C.Presl
115. Sedum cretinii Raym.-Hamet
116. Sedum cupressoides Hemsl.
117. Sedum cuspidatum Alexander
118. Sedum cyaneum Rudolph
119. Sedum cymatopetalum Fröd.
120. Sedum cymosum (P.J.Bergius) Kuntze
121. Sedum cyprium A.K.Jacks. & Turrill
122. Sedum cyrenaicum Brullo & Furnari
123. Sedum daigremontianum Raym.-Hamet
124. Sedum danjoense Takuro Ito, H.Nakan. & Kokub.
125. Sedum dasyphyllum L., sočnolisni žednjak
126. Sedum debile S.Watson
127. Sedum decipiens (Baker) Thiede & 't Hart
128. Sedum dendroideum Moc. & Sessé ex DC.
129. Sedum × derbezii Petitm.
130. Sedum didymocalyx Fröd.
131. Sedum dielsii Raym.-Hamet
132. Sedum diffusum S.Watson
133. Sedum diminutum (R.T.Clausen) G.L.Nesom
134. Sedum dimorphophyllum K.T.Fu & G.Y.Rao
135. Sedum discolor Franch.
136. Sedum dispermum Fröd.
137. Sedum divergens S.Watson
138. Sedum dongzhiense D.Q.Wang & Y.L.Shi
139. Sedum drymarioides Hance
140. Sedum dugueyi Raym.-Hamet
141. Sedum dulcinomen G.L.Nesom
142. Sedum dumulosum Franch.
143. Sedum duthiei Fröd.
144. Sedum eastwoodiae (Britton) A.Berger
145. Sedum ebracteatum Moc. & Sessé ex DC.
146. Sedum ecalcaratum H.J.Wang & P.S.Hsu
147. Sedum edwardsii (R.T.Clausen) B.L.Turner
148. Sedum elatinoides Franch.
149. Sedum elburzense Akhiani & Assadi
150. Sedum ellacombeanum Praeger
151. Sedum emarginatum Migo
152. Sedum × engadinense Brügger
153. Sedum engleri Raym.-Hamet
154. Sedum epidendrum Hochst. ex A.Rich.
155. Sedum erici-magnusii Fröd.
156. Sedum eriocarpum Sm.
157. Sedum erlangerianum Engl.
158. Sedum ermenekensis Yild. & Dinç
159. Sedum × erraticum Brügger
160. Sedum erythrospermum Hayata
161. Sedum erythrostictum Miq.
162. Sedum ettyuense Tomida
163. Sedum euxinum 't Hart & Alpinar
164. Sedum ewersii Ledeb.
165. Sedum fanjingshanense C.D.Yang & X.Yu Wang
166. Sedum farinosum Lowe
167. Sedum fastigiatum Hook.f. & Thomson
168. Sedum feddei Raym.-Hamet
169. Sedum fedtschenkoi Raym.-Hamet
170. Sedum filipes Hemsl.
171. Sedum fischeri Raym.-Hamet
172. Sedum flaccidum Rose
173. Sedum formosanum N.E.Br.
174. Sedum forreri Greene
175. Sedum forrestii Raym.-Hamet
176. Sedum fragrans 't Hart
177. Sedum franchetii Grande
178. Sedum frutescens Rose
179. Sedum × fuereri Wein
180. Sedum fui G.D.Rowley
181. Sedum furfuraceum Moran
182. Sedum fuscum Hemsl.
183. Sedum fusiforme Lowe
184. Sedum gagei Raym.-Hamet
185. Sedum gattefossei Batt. & Jahand.
186. Sedum gelidum (Schrenk) Kar. & Kir.
187. Sedum giajai Raym.-Hamet
188. Sedum glabrum (Rose) Praeger
189. Sedum glaebosum Fröd.
190. Sedum glassii Pérez-Calix
191. Sedum glaucophyllum R.T.Clausen
192. Sedum globuliflorum R.T.Clausen
193. Sedum glomerifolium M.G.Gilbert
194. Sedum goldmanii (Rose) Moran
195. Sedum gracile C.A.Mey.
196. Sedum grammophyllum Fröd.
197. Sedum grandipetalum Fröd.
198. Sedum grandyi Raym.-Hamet
199. Sedum greggii Hemsl.
200. Sedum grisebachii Boiss. & Heldr., Grizebahov žednjak
201. Sedum griseum Praeger
202. Sedum guadalajaranum S.Watson
203. Sedum guatemalense Hemsl.
204. Sedum gypsicola Boiss. & Reut.
205. Sedum gypsophilum B.L.Turner
206. Sedum hakonense Makino
207. Sedum hangzhouense K.T.Fu & G.Y.Rao
208. Sedum havardii Rose
209. Sedum heckelii Raym.-Hamet
210. Sedum hemsleyanum Rose
211. Sedum hengduanense K.T.Fu
212. Sedum henrici-roberti Raym.-Hamet
213. Sedum hernandezii J.Meyrán
214. Sedum heterodontum Hook.f. & Thomson
215. Sedum hierapetrae Rech.f.
216. Sedum himalense D.Don
217. Sedum hintonii R.T.Clausen
218. Sedum hintoniorum B.L.Turner
219. Sedum hirsutum All.
220. Sedum hispanicum L., modrozeleni žednjak
221. Sedum hobsonii Prain ex Raym.-Hamet
222. Sedum hoi X.F.Jin & B.Y.Ding
223. Sedum holei Raym.-Hamet
224. Sedum holopetalum Fröd.
225. Sedum hultenii Fröd.
226. Sedum humifusum Rose
227. Sedum humile Hook.f. & Thomson
228. Sedum hybridum L.
229. Sedum hypogaeum J.Reyes, Brachet & O.González
230. Sedum incarum (Ball) Pino
231. Sedum ince 't Hart & Alpinar
232. Sedum inconspicuum Hand.-Mazz.
233. Sedum integrifolium (Raf.) A.Nelson
234. Sedum ishidae Miyabe & Kudô
235. Sedum isidorum Pino
236. Sedum jaccardianum Maire & Wilczek
237. Sedum jahandiezii Batt.
238. Sedum jaliscanum S.Watson
239. Sedum japonicum Siebold ex Miq.
240. Sedum jarocho P.Carrillo & Jimeno-Sevilla
241. Sedum jerzedowskii Pérez-Calix
242. Sedum jiuhuashanense P.S.Hsu & H.J.Wang
243. Sedum jiulungshanense Y.C.Ho
244. Sedum jordanianum Dobignard
245. Sedum jujuyense Zardini
246. Sedum jurgensenii (Hemsl.) Moran
247. Sedum kamtschaticum Fisch.
248. Sedum keniense Y.D.Zhou, G.W.Hu & Q.F.Wang
249. Sedum kiangnanense D.Q.Wang & Z.F.Wu
250. Sedum kiersteadiae B.L.Wilson & R.E.Brainerd
251. Sedum kimnachii V.V.Byalt
252. Sedum kingdonii H.Ohba
253. Sedum kirilowii Regel
254. Sedum kotschyanum Boiss.
255. Sedum koyuncui Yild.
256. Sedum kristenii J.Reyes, O.González & Etter
257. Sedum kuntsunianum X.F.Jin, S.H.Jin & B.Y.Ding
258. Sedum laconicum Boiss. & Heldr.
259. Sedum lagascae Pau
260. Sedum lahovarianum Raym.-Hamet
261. Sedum lampusae (Kotschy) Boiss.
262. Sedum lanceolatum Torr.
263. Sedum lancerottense R.P.Murray
264. Sedum latentibulbosum K.T.Fu & G.Y.Rao
265. Sedum latifilamentum R.T.Clausen
266. Sedum laxum (Britton) A.Berger
267. Sedum leblancae Raym.-Hamet
268. Sedum leibergii Britton
269. Sedum lenkoranicum Grossh.
270. Sedum leptophyllum Fröd.
271. Sedum leucocarpum Franch.
272. Sedum liciae Raym.-Hamet
273. Sedum liebmannianum Hemsl.
274. Sedum lineare Thunb.
275. Sedum linearifolium Royle
276. Sedum litorale Kom.
277. Sedum litoreum Guss.
278. Sedum longifuniculatum K.T.Fu
279. Sedum longipes Rose
280. Sedum longuetae Raym.-Hamet
281. Sedum longyanense K.T.Fu
282. Sedum luchuanicum K.T.Fu
283. Sedum lucidum R.T.Clausen
284. Sedum ludlowii (H.Ohba) Kozhevn.
285. Sedum lumholtzii B.L.Rob. & Fernald
286. Sedum lungtsuanense S.H.Fu
287. Sedum luteoviride R.T.Clausen
288. Sedum lutzii Raym.-Hamet
289. Sedum lydium Boiss.
290. Sedum macdonaldii G.L.Nesom
291. Sedum macdougallii Moran
292. Sedum macrocarpum Praeger
293. Sedum madrense S.Watson
294. Sedum magellense Ten.,  savitljivi žednjak
295. Sedum magniflorum K.T.Fu
296. Sedum makinoi Maxim.
297. Sedum maurum Humbert & Maire
298. Sedum melanantherum DC.
299. Sedum mellitulum Rose
300. Sedum mendozae (Glass & Cházaro) V.V.Byalt
301. Sedum mesoamericanum P.Carrillo & Pérez-Farr.
302. Sedum mexicanum Britton
303. Sedum meyeri-johannis Engl.
304. Sedum meyranianum J.Metzg.
305. Sedum microcarpum (Sm.) Schönland
306. Sedum microsepalum Hayata
307. Sedum microstachyum (Kotschy) Boiss.
308. Sedum middendorffianum Maxim.
309. Sedum millspaughii Raym.-Hamet
310. Sedum mingjinianum S.H.Fu
311. Sedum minimum Rose
312. Sedum mocinoanum Pérez-Calix
313. Sedum modestum Ball
314. Sedum moniliforme I.García & Costea
315. Sedum monregalense Balb.
316. Sedum mooneyi M.G.Gilbert
317. Sedum moranense Kunth
318. Sedum moranii R.T.Clausen
319. Sedum morganianum E.Walther
320. Sedum morrisonense Hayata
321. Sedum mucizonia (Ortega) Raym.-Hamet
322. Sedum multicaule Wall. ex Lindl.
323. Sedum multiceps Coss. & Durieu
324. Sedum muscoideum Rose
325. Sedum muyaicum K.T.Fu
326. Sedum nagasakianum (H.Hara) H.Ohba
327. Sedum nanchuanense K.T.Fu & G.Y.Rao
328. Sedum nanifolium Fröd.
329. Sedum nanum Boiss.
330. Sedum napiferum Peyr.
331. Sedum naviculare Rose
332. Sedum neovolcanicum Pérez-Calix & I.García
333. Sedum nepalicum H.Ohba
334. Sedum nevadense Coss.
335. Sedum nevii A.Gray
336. Sedum niveum Davidson
337. Sedum nobile Franch.
338. Sedum nokoense Yamam.
339. Sedum nothodugueyi K.T.Fu
340. Sedum nudum Aiton
341. Sedum nuttallii Torr. & E.James ex Eaton
342. Sedum oaxacanum Rose
343. Sedum obcordatum R.T.Clausen
344. Sedum oblanceolatum R.T.Clausen
345. Sedum obtrullatum K.T.Fu
346. Sedum obtusatum A.Gray
347. Sedum obtusifolium C.A.Mey.
348. Sedum obtusipetalum Franch.
349. Sedum ocuilense J.Meyrán
350. Sedum odontophyllum Fröd.
351. Sedum oligocarpum Fröd.
352. Sedum oligospermum Maire
353. Sedum onychopetalum Fröd.
354. Sedum orbatum Moran & J.Meyrán
355. Sedum oreades (Decne.) Raym.-Hamet
356. Sedum oreganum Nutt.
357. Sedum oregonense (S.Watson) M.E.Peck
358. Sedum oteroi Moran
359. Sedum ovatisepalum (Raym.-Hamet) H.Ohba
360. Sedum oxycoccoides Rose
361. Sedum oxypetalum Kunth
362. Sedum pacense J.Meyrán
363. Sedum pachucense (C.H.Thomps.) Praeger
364. Sedum pachyclados Aitch. & Hemsl.
365. Sedum pachyphyllum Rose
366. Sedum pagetodes Fröd.
367. Sedum pallescens Freyn
368. Sedum pallidum M.Bieb.
369. Sedum palmeri S.Watson
370. Sedum pamiroalaicum (Boriss.) C.-A.Jansson
371. Sedum pampaninii Raym.-Hamet
372. Sedum papillicaulum G.L.Nesom
373. Sedum parvisepalum Yamam.
374. Sedum parvistamineum Petrov
375. Sedum parvum Hemsl.
376. Sedum × patrickii 't Hart
377. Sedum pedicellatum Boiss. & Reut.
378. Sedum pentapetalum Boriss.
379. Sedum pentastamineum R.T.Clausen
380. Sedum perezdelarosae Jimeno-Sevilla
381. Sedum perpusillum Hook.f. & Thomson
382. Sedum perrotii Raym.-Hamet
383. Sedum peruvianum A.Gray
384. Sedum phariense H.Ohba
385. Sedum phyllanthum H.Lév. & Vaniot
386. Sedum piaxtlaense J.Reyes, Etter & Kristen
387. Sedum piloshanense Fröd.
388. Sedum planifolium K.T.Fu
389. Sedum platysepalum Franch.
390. Sedum plumbizincicola X.H.Guo & S.B.Zhou ex L.H.Wu
391. Sedum pluricaule (Maxim.) Kudô
392. Sedum polystriatum R.T.Clausen
393. Sedum polytrichoides Hemsl.
394. Sedum populifolium Pall.
395. Sedum porphyranthes J.Reyes, Brachet & O.González
396. Sedum pososepalum Fröd.
397. Sedum potosinum Rose
398. Sedum praealtum A.DC.
399. Sedum praesidis Runemark & Greuter
400. Sedum prainii Raym.-Hamet
401. Sedum prasinopetalum Fröd.
402. Sedum pratoalpinum Fröd.
403. Sedum primuloides Franch.
404. Sedum pringlei S.Watson
405. Sedum przewalskii Maxim.
406. Sedum pseudomulticaule H.Ohba
407. Sedum pseudosubtile H.Hara
408. Sedum pubescens Vahl
409. Sedum pulchellum Michx.
410. Sedum pulvinatum R.T.Clausen
411. Sedum pumilum Benth.
412. Sedum purdomii W.W.Sm.
413. Sedum purpureoviride Praeger
414. Sedum pusillum Michx.
415. Sedum pyriseminum Pérez-Calix
416. Sedum quadrifidum Pall.
417. Sedum quadripetalum R.T.Clausen
418. Sedum quevae Raym.-Hamet
419. Sedum radiatum S.Watson
420. Sedum ramentaceum K.T.Fu
421. Sedum raramuri J.Metzg.
422. Sedum raymondi Fröd.
423. Sedum recticaule (Boriss.) Wendelbo
424. Sedum reniforme (H.Jacobsen) Thiede & 't Hart
425. Sedum renzopalmae Pino
426. Sedum reptans R.T.Clausen
427. Sedum retusum Hemsl.
428. Sedum rhodanthum A.Gray
429. Sedum rhodocarpum Rose
430. Sedum roberti Veldkamp
431. Sedum robertsianum Alexander
432. Sedum roborowskii Maxim.
433. Sedum rosea (L.) Scop.
434. Sedum rosthornianum Diels
435. Sedum rubens L., crvenkasti žednjak
436. Sedum rupicola G.N.Jones
437. Sedum rupifragum Koidz.
438. Sedum ruwenzoriense Baker f.
439. Sedum sacrum (Raym.-Hamet) H.Ohba
440. Sedum sagittipetalum Fröd.
441. Sedum salazarii J.Reyes & O.González
442. Sedum salvadorense Standl.
443. Sedum samium Runemark & Greuter
444. Sedum sanhedrinum A.Berger
445. Sedum sarmentosum Bunge
446. Sedum sasakii Hayata
447. Sedum saxifragoides Fröd.
448. Sedum scabridum Franch.
449. Sedum schizolepis Fröd.
450. Sedum scopulinum (Rose) Moran
451. Sedum sedoides (Jacquem. ex Decne.) Pau
452. Sedum seelemannii Raym.-Hamet
453. Sedum sekiteiense Yamam.
454. Sedum selskianum Regel & Maack
455. Sedum semenovii (Regel & Herder) Mast.
456. Sedum semilunatum K.T.Fu
457. Sedum semiteres Rose
458. Sedum serratum (H.Ohba) Kozhevn.
459. Sedum sexangulare L., bolonjski žednjak
460. Sedum sherriffii (H.Ohba) Kozhevn.
461. Sedum shigatsense Fröd.
462. Sedum shitaiense Y.Zheng & D.C.Zhang
463. Sedum sikokianum Maxim.
464. Sedum sinforosanum J.Reyes, Etter & Kristen
465. Sedum sinoglaciale K.T.Fu
466. Sedum smallii (Britton) H.E.Ahles
467. Sedum smithii Raym.-Hamet
468. Sedum somenii Raym.-Hamet ex H.Lév.
469. Sedum sordidum Maxim.
470. Sedum sorgerae Kit Tan & D.F.Chamb.
471. Sedum spathulifolium Hook.
472. Sedum spathulisepalum R.T.Clausen
473. Sedum spectabile Boreau
474. Sedum spiralifolium D.Q.Wang, D.M.Xie & Lu Q.Huang
475. Sedum spurium M.Bieb.
476. Sedum stahlii Solms
477. Sedum stamineum Paulsen
478. Sedum stapfii Raym.-Hamet
479. Sedum stefco Stef.
480. Sedum stellariifolium Franch.
481. Sedum stellatum L.
482. Sedum stelliforme S.Watson
483. Sedum stenopetalum Pursh
484. Sedum stenophyllum Fröd.
485. Sedum stephani Cham.
486. Sedum stevenianum Rouy & E.G.Camus
487. Sedum stimulosum K.T.Fu
488. Sedum stoloniferum S.G.Gmel.
489. Sedum strobiliforme Niederle
490. Sedum suaveolens Kimnach
491. Sedum subcapitatum Hayata
492. Sedum subgaleatum K.T.Fu
493. Sedum submontanum Rose
494. Sedum suboppositum Maxim.
495. Sedum subtile Miq.
496. Sedum sukaczevii Maximova
497. Sedum susannae Raym.-Hamet
498. Sedum tamaulipense G.L.Nesom
499. Sedum tarokoense H.W.Lin & J.C.Wang
500. Sedum tatarinowii Maxim.
501. Sedum tehuaztlense Moran & J.Meyrán
502. Sedum telephioides Michx.
503. Sedum telephium L.
504. Sedum tenellum M.Bieb.
505. Sedum ternatum Michx.
506. Sedum tetractinum Fröd.
507. Sedum tianmushanense Y.C.Ho & F.Chai
508. Sedum tibeticum Hook.f. & Thomson
509. Sedum tortuosum Hemsl.
510. Sedum torulosum R.T.Clausen
511. Sedum tosaense Makino
512. Sedum treleasei Rose
513. Sedum triactina A.Berger
514. Sedum tricarpum Makino
515. Sedum trichospermum K.T.Fu
516. Sedum trichromum R.T.Clausen
517. Sedum tristriatum Boiss. & Heldr.
518. Sedum triteli Raym.-Hamet
519. Sedum trollii Werderm.
520. Sedum trullipetalum Hook.f. & Thomson
521. Sedum tsiangii Fröd.
522. Sedum tsinghaicum K.T.Fu
523. Sedum tsonanum K.T.Fu
524. Sedum tsugaruense H.Hara
525. Sedum tuberculatum Rose
526. Sedum tuberiferum Stoj. & Stef.
527. Sedum tuberosum Coss. & Letourn.
528. Sedum ulricae Fröd.
529. Sedum uralense Rupr.
530. Sedum ursi 't Hart
531. Sedum urvillei DC.
532. Sedum ussuriense Kom.
533. Sedum valens Björk
534. Sedum versadense C.H.Thomps.
535. Sedum versicolor (Raym.-Hamet) Coss. ex D.Prain
536. Sedum verticillatum L.
537. Sedum victorianum C.-A.Jansson
538. Sedum villosum L., mekanodlakavi žednjak
539. Sedum vinicolor S.Watson
540. Sedum viride Makino
541. Sedum viviparum Maxim.
542. Sedum wallichianum Hook.
543. Sedum wangii S.H.Fu
544. Sedum wannanense X.H.Guo, X.P.Zhang & X.H.Chen
545. Sedum weberbaueri (Diels) Thiede & 't Hart
546. Sedum wenchuanense S.H.Fu
547. Sedum wilczekianum Font Quer
548. Sedum wilsonii Fröd.
549. Sedum woronowii Raym.-Hamet
550. Sedum wrightii A.Gray
551. Sedum yildizianum Sümbül
552. Sedum yunnanense Franch.
553. Sedum yvesii Raym.-Hamet
554. Sedum zentaro-tashiroi Makino

## Sinonimi
- Aithales Webb & Berthel.
- Aizopsis Grulich
- Altamiranoa Rose
- Amerosedum Á.Löve & D.Löve
- Balfouria (H.Ohba) H.Ohba
- Breitungia Á.Löve & D.Löve
- Cepaea Fabr.
- Chamaerhodiola Nakai
- Chetyson Raf.
- Clausenellia Á.Löve & D.Löve
- Clementsia Rose
- Cockerellia Á.Löve & D.Löve
- Congdonia Jeps.
- Corynephyllum Rose
- Diamorpha Nutt.
- Enchylus Ehrh.
- Etiosedum Á.Löve & D.Löve
- Gormania Britton
- Hasseanthus Rose
- Helladia M.Král
- Hjaltalinia Á.Löve & D.Löve
- Kirpicznikovia Á.Löve & D.Löve
- Leucosedum Fourr.
- Macrosepalum Regel & Schmalh.
- Monanthella A.Berger
- Mucizonia (DC.) A.Berger
- Ohbaea V.V.Byalt & I.V.Sokolova
- Oreosedum Grulich
- Parvisedum R.T.Clausen
- Poenosedum Holub
- Procrassula Griseb.
- Rhodia Adans.
- Sedastrum Rose
- Sedella Britton & Rose
- Spathulata (Boriss.) Á.Löve & D.Löve
- Telephium Hill
- Telmissa Fenzl
- Tetradium Dulac
- Tetrorum Rose
- Tolmachevia Á.Löve & D.Löve
- Triactina Hook.f. & Thomson

Sinonimi vrsta
- Sedum maximum veliki žednjak →Hylotelephium maximum
- Sedum montanum  →Petrosedum montanum
- Sedum telephium, čirnik  →Hylotelephium telephium
- Sedum ochroleucum,  žućkastozeleni žednjak  →Petrosedum ochroleucum
- Sedum rupestre, stjenoviti žednjak →Petrosedum rupestre
- Sedum sediforme,  visoki žednjak  →Petrosedum sediforme
- Sedum stellatum, žednjak zviezdasti  →Phedimus stellatus

## Vanjske poveznice
- Žednjaci i tustike  Arhivirana inačica izvorne stranice od 19. srpnja 2012. (Wayback Machine)
- Sedum  Arhivirana inačica izvorne stranice od 23. rujna 2015. (Wayback Machine)
- Sedum Society  Arhivirana inačica izvorne stranice od 12. travnja 2023. (Wayback Machine)